# Lagorce (Ardèche)
Lagorce is een gemeente in het Franse departement Ardèche (regio Auvergne-Rhône-Alpes). De plaats maakt deel uit van het arrondissement Largentière. Lagorce telde op 1 januari 2022 1.227 inwoners.

## Geografie
De oppervlakte van Lagorce bedraagt 69,49 km², de bevolkingsdichtheid is 17 inwoners per km² (per 1 januari 2019).
De onderstaande kaart toont de ligging van Lagorce met de belangrijkste infrastructuur en aangrenzende gemeenten.

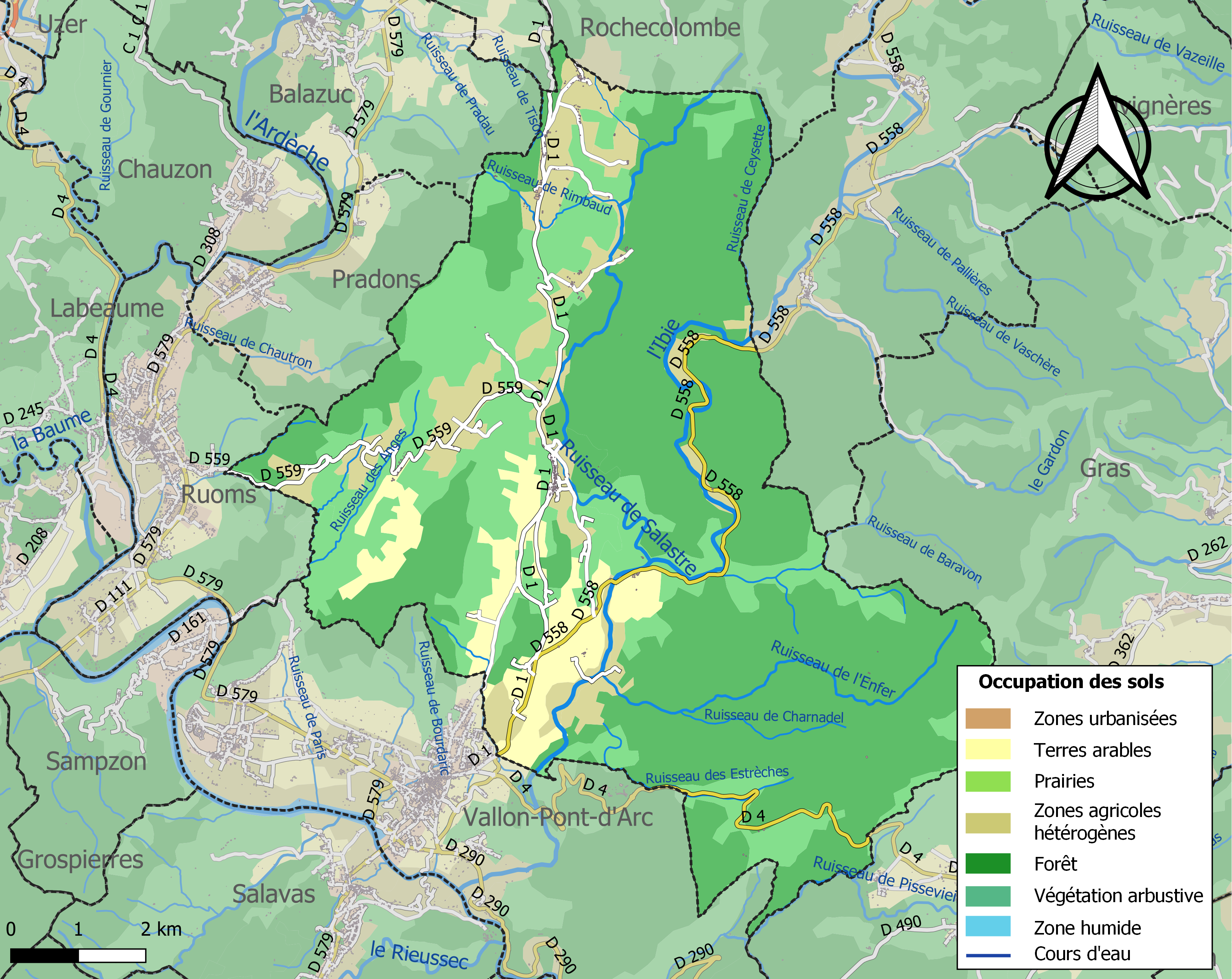

## Demografie
Onderstaande figuur toont het verloop van het inwonertal (bron: INSEE-tellingen).

Vanwege een beveiligingsprobleem met de MediaWiki Graph-software is het momenteel niet mogelijk deze grafiek weer te geven. Zodra de software is bijgewerkt zal de grafiek vanzelf weer zichtbaar worden.